# John Breaux

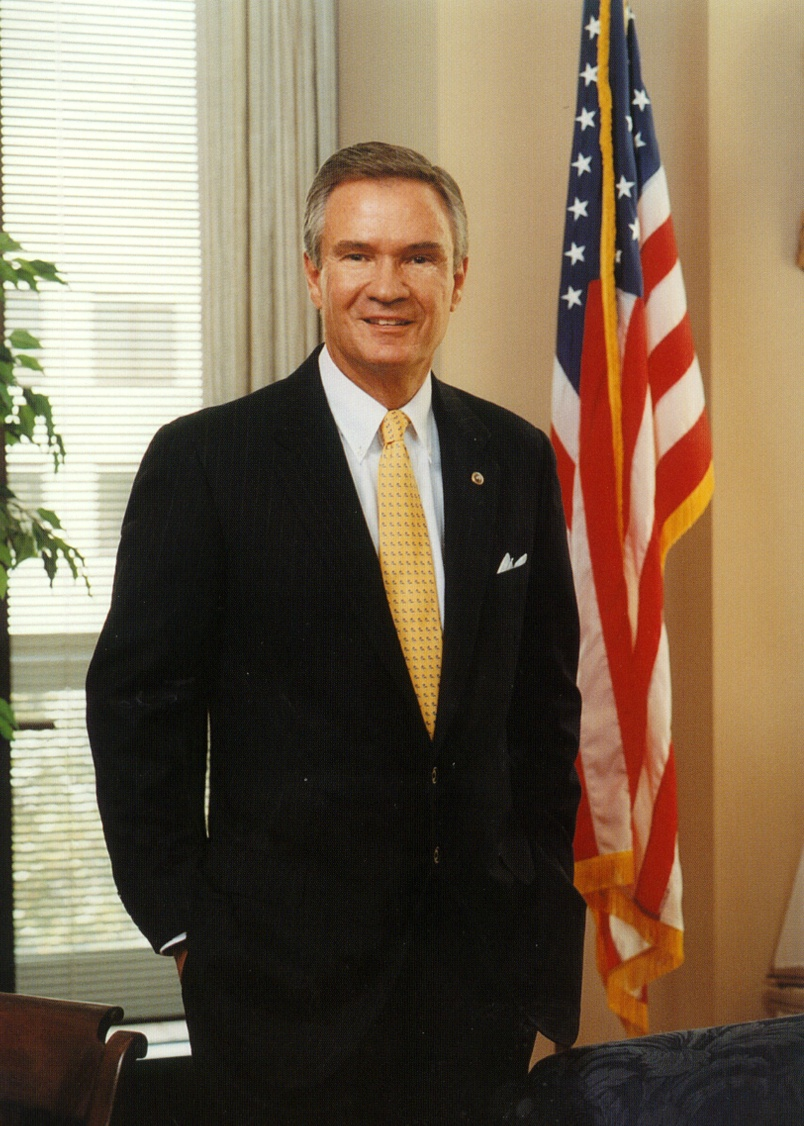
John Berlinger Breaux

John Berlinger Breaux (* 1. März 1944 in Crowley, Louisiana) ist ein US-amerikanischer Politiker.

## Leben
Nach seiner Schulzeit studierte Breaux an der University of Southwestern Louisiana (University of Louisiana at Lafayette) in Lafayette und an der Louisiana State University Law School in Baton Rouge, wo er 1967 in Rechtswissenschaften graduierte. Nach seinem Studium war er in Louisiana als Rechtsanwalt tätig. 
Breaux ist Mitglied der Demokratischen Partei. Vom 30. September 1972 bis 3. Januar 1987 war er als Nachfolger von Edwin Edwards Abgeordneter im Repräsentantenhaus der Vereinigten Staaten. Ihm wiederum folgte Jimmy Hayes. Vom 3. Januar 1987 bis 3. Januar 2005 war Breaux als Nachfolger von Russell B. Long Senator im Senat der Vereinigten Staaten. Ihm folgte David Vitter im Amt. Nach dem Ende seiner Zeit als Senator erhielt er im Februar 2005 eine Anstellung als Professor an der Douglas Manship School of Mass Communication, Louisiana State University, in Baton Rouge.
Breaux ist mit Lois Daigle Breaux verheiratet und Mitglied der Katholischen Kirche.